# Kotomi Takahata
Kotomi Takahata (高畑寿弥?, Takahata Kotomi; Kawanishi, 17 novembre 1989) è un'ex tennista giapponese.

## Circuito WTA 125

### Doppio

#### Vittorie (2)
| N. | Data              | Torneo                             | Superficie    | Compagna     | Avversarie in finale                 | Punteggio |
| 1. | 22 novembre 2015  | OEC Taipei Ladies Open, Taipei     | Sintetico (i) | Kanae Hisami | Marina Mel'nikova Elise Mertens      | 6-1, 6-2  |
| 2. | 11 settembre 2016 | Dalian Women's Tennis Open, Dalian | Cemento       | Lee Ya-hsuan | Nicha Lertpitaksinchai Jessy Rompies | 6-2, 6-1  |